# Реакция Финкельштейна

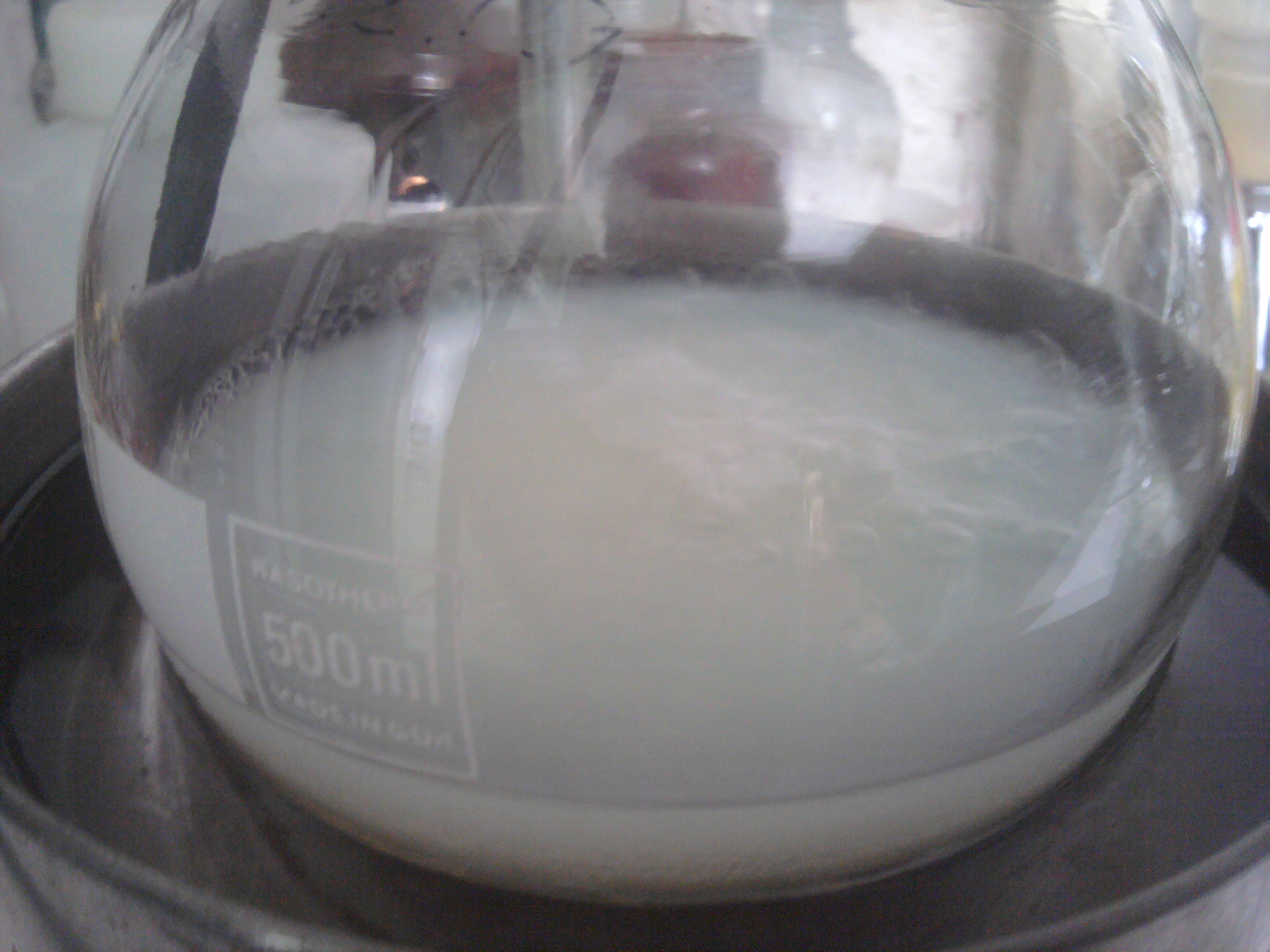
Проведение реакции Финкельштейна в ацетоне

Реакция Финкельштейна — метод синтеза алкилиодидов либо алкилфторидов взаимодействием алкилхлоридов либо алкилбромидов с иодидами или фторидами щелочных металлов, предложен Гансом Финкельштейном в 1910 г. как метод синтеза алкилиодидов.
Реакция Финкельштейна протекает по механизму SN2 (бимолекулярного нуклеофильного замещения) и является равновесной:
{\displaystyle {\mathsf {RHal+I^{-}\rightarrow RI+Hal^{-}}}}
В классическом вариант реакции Финкельштейна для повышения выходов алкилиодидов проводится в растворителях, в которых иодиды натрия или калия хорошо растворимы, а образующиеся в ходе реакции хлориды или бромиды щелочных металлов малорастворимы например, взаимодействием алкилгалогенидов с иодидом натрия в безводном ацетоне:
{\displaystyle {\mathsf {CH_{3}CH_{2}Br+NaI\rightarrow CH_{3}CH_{2}I+NaBr\downarrow }}}
В силу равновесности реакции Финкельштейна возможен и изотопный обмен галогенов между галогенидом металла и алкилгалогенидом:
{\displaystyle {\mathsf {RHal+Hal^{*-}\rightleftarrows RHal^{*}+Hal^{-}}}}
Реакционная способность алкилгалогенидов в реакции Финкельштейна зависит как от природы галогена, так и строения алкилгалогенида: равновесие сдвинуто в сторону замещения менее нуклеофильного галогена (хлор) на более нуклеофильный (бром и иод). Зависимость реакционной способности алкилгалогенидов типична для реакция SN2 и уменьшается в ряду первичные — вторичные — третичные алкилгалогениды, соединения аллил- и бензилгалогениды, а также α-галогенкарбонильные соединения:
| Me-Cl | Bu-Cl | i-Pr-Cl | t-BuCH2-Cl | CH2=CH-CH2-Cl | PhCH2-Cl | EtOC(O)CH2-Cl | MeC(O)CH2-Cl |
| ----- | ----- | ------- | ---------- | ------------- | -------- | ------------- | ------------ |
| 179   | 1     | 0.0146  | 0.00003    | 64            | 179      | 1600          | 33000        |

В современных модификациях реакции Финкельштейна в качестве уходящей группы, обмениваемой на иод, используются не только галогены, но и сульфонаты (обычно мезилаты или тозилаты), что позволяет с высокими выходами превращать спирты в алкилиодиды:
{\displaystyle {\mathsf {ROH+MeSO_{2}Cl+Et_{3}N\rightarrow ROSO_{2}Me+Et_{3}N\cdot HCl}}}
{\displaystyle {\mathsf {ROSO_{2}Me+NaI\rightarrow RI+MeSO_{3}Na}}}
Такое превращение протекает в мягких условиях, что используется для региоселективного замещения спиртового гидроксила на иод с сохранением конфигураций хиральных центров молекулы:
Другой модификацией реакции Финкельштейна является её проведение в условиях межфазного катализа. Основным отличием такой модификации от классического метода является возможность синтеза алкилфторидов за счет солюбилизизации фторид-иона в неполярных растворителях, при этом возможно проведение реакции как в системе «органическая фаза / водный раствор фторида», так и в системе «органическая фаза / твердый фторид», в качестве катализаторов межфазного переноса в первом случае обычно применяются ониевые соли, во втором — краун-эфиры, выходы фторидов из первичных алкилбромидов и бензилбромидов составляют 70—90 %. Поскольку слабосольватированный в таких условиях фторид-анион выступает в роли не только нуклеофила, но и основания, в случае неактивированных алкилгалогенидов реакция замещения галогена на фтор конкурирует с реакцией элиминирования, которая в некоторых случаях становится преобладающей (циклогексилхлорид).